# Grand Prix Japonska 1996
Grand Prix Japonska 1996 (XXII Fuji Television Japanese Grand Prix), byl 16. závod 47. ročníku mistrovství světa jezdců Formule 1 a 38. ročníku poháru konstruktérů, historicky již 597. grand prix, se již tradičně odehrála na okruhu v Suzuce.

## Výsledky

### Kvalifikace
| Pořadí | Číslo | Pilot                 | Konstruktér        | Čas      | Odstup |
| ------ | ----- | --------------------- | ------------------ | -------- | ------ |
| 1      | 6     | Jacques Villeneuve    | Williams-Renault   | 1:38.909 |        |
| 2      | 5     | Damon Hill            | Williams-Renault   | 1:39.370 | +0.461 |
| 3      | 1     | Michael Schumacher    | Ferrari            | 1:40.071 | +1.162 |
| 4      | 4     | Gerhard Berger        | Benetton-Renault   | 1:40.364 | +1.455 |
| 5      | 7     | Mika Häkkinen         | McLaren-Mercedes   | 1:40.458 | +1.549 |
| 6      | 2     | Eddie Irvine          | Ferrari            | 1:41.005 | +2.096 |
| 7      | 15    | Heinz-Harald Frentzen | Sauber-Ford        | 1:41.277 | +2.368 |
| 8      | 8     | David Coulthard       | McLaren-Mercedes   | 1:41.384 | +2.475 |
| 9      | 3     | Jean Alesi            | Benetton-Renault   | 1:41.562 | +2.653 |
| 10     | 12    | Martin Brundle        | Jordan-Peugeot     | 1:41.600 | +2.691 |
| 11     | 11    | Rubens Barrichello    | Jordan-Peugeot     | 1:41.919 | +3.010 |
| 12     | 9     | Olivier Panis         | Ligier-Mugen-Honda | 1:42.206 | +3.297 |
| 13     | 14    | Johnny Herbert        | Sauber-Ford        | 1:42.658 | +3.749 |
| 14     | 18    | Ukjó Katajama         | Tyrrell-Yamaha     | 1:42.711 | +3.802 |
| 15     | 19    | Mika Salo             | Tyrrell-Yamaha     | 1:42.840 | +3.931 |
| 16     | 10    | Pedro Diniz           | Ligier-Mugen-Honda | 1:43.196 | +4.287 |
| 17     | 17    | Jos Verstappen        | Footwork-Hart      | 1:43.383 | +4.474 |
| 18     | 20    | Pedro Lamy            | Minardi-Ford       | 1:44.874 | +5.965 |
| 19     | 16    | Ricardo Rosset        | Footwork-Hart      | 1:45.412 | +6.503 |
| DNQ    | 21    | Giovanni Lavaggi      | Minardi-Ford       | 1:46.795 | +7.886 |

### Závod
| Pořadí | Číslo | Jezdec                | Konstruktér        | Kola | Čas/odstoupení | Start | Body |
| ------ | ----- | --------------------- | ------------------ | ---- | -------------- | ----- | ---- |
| 1      | 5     | Damon Hill            | Williams-Renault   | 52   | 1:32:33.791    | 2     | 10   |
| 2      | 1     | Michael Schumacher    | Ferrari            | 52   | + 1.883        | 3     | 6    |
| 3      | 7     | Mika Häkkinen         | McLaren-Mercedes   | 52   | + 3.212        | 5     | 4    |
| 4      | 4     | Gerhard Berger        | Benetton-Renault   | 52   | + 26.526       | 4     | 3    |
| 5      | 12    | Martin Brundle        | Jordan-Peugeot     | 52   | + 67.120       | 10    | 2    |
| 6      | 15    | Heinz-Harald Frentzen | Sauber-Ford        | 52   | + 81.186       | 7     | 1    |
| 7      | 9     | Olivier Panis         | Ligier-Mugen-Honda | 52   | + 84.510       | 12    |      |
| 8      | 8     | David Coulthard       | McLaren-Mercedes   | 52   | + 85.233       | 8     |      |
| 9      | 11    | Rubens Barrichello    | Jordan-Peugeot     | 52   | + 101.065      | 11    |      |
| 10     | 14    | Johnny Herbert        | Sauber-Ford        | 52   | + 101.799      | 13    |      |
| 11     | 17    | Jos Verstappen        | Footwork-Hart      | 51   | + 1 kolo       | 17    |      |
| 12     | 20    | Pedro Lamy            | Minardi-Ford       | 50   | + 2 kola       | 18    |      |
| 13     | 16    | Ricardo Rosset        | Footwork-Hart      | 50   | + 2 kola       | 19    |      |
| Ret    | 2     | Eddie Irvine          | Ferrari            | 39   | Kolize         | 6     |      |
| Ret    | 18    | Ukjó Katajama         | Tyrrell-Yamaha     | 37   | Motor          | 14    |      |
| Ret    | 6     | Jacques Villeneuve    | Williams-Renault   | 36   | Řízení         | 1     |      |
| Ret    | 19    | Mika Salo             | Tyrrell-Yamaha     | 20   | Motor          | 15    |      |
| Ret    | 10    | Pedro Diniz           | Ligier-Mugen-Honda | 13   | Vyjetí z tratě | 16    |      |
| Ret    | 3     | Jean Alesi            | Benetton-Renault   | 0    | Vyjetí z tratě | 9     |      |
| DNQ    | 21    | Giovanni Lavaggi      | Minardi-Ford       |      | DNQ            | 20    |      |

## Konečné pořadí šampionátu
Pohár jezdců
| Pořadí | Jezdec             | Body |
| ------ | ------------------ | ---- |
| 1      | Damon Hill         | 97   |
| 2      | Jacques Villeneuve | 78   |
| 3      | Michael Schumacher | 59   |
| 4      | Jean Alesi         | 47   |
| 5      | Mika Häkkinen      | 31   |

Pohár konstruktérů
| Pořadí | Konstruktér      | Body |
| ------ | ---------------- | ---- |
| 1      | Williams-Renault | 175  |
| 2      | Ferrari          | 70   |
| 3      | Benetton-Renault | 68   |
| 4      | McLaren-Mercedes | 49   |
| 5      | Jordan-Peugeot   | 22   |